# Nicholas Meyer
Nicholas Meyer (24 de dezembro de 1945) um escritor, diretor, produtor e roteirista de norte-americano. Ele é mais conhecido por dirigir dois filmes da franquia Star Trek, Star Trek II: The Wrath of Khan (1982) e Star Trek VI: The Undiscovered Country (1991), além de co-escrever o roteiro de Star Trek IV: The Voyage Home (1984).

## Carreira
Meyer ganhou a atenção do público pela primeira vez com seu romance de 1974 The Seven-Per-Cent Solution: Being a Reprint from the Reminiscences of John H. Watson, M.D., uma história sobre Sherlock Holmes confrontado seu vício em cocaína com a ajuda de Sigmund Freud. Meyer seguiu com outros dois romances sobre Sherlock Holmes: The West End Horror, em 1976, e The Canary Trainer, de 1993.
The Seven-Per-Cent Solution foi adaptado para o cinema em 1977 com a direção de Herbert Ross, com Meyer escrevendo o roteiro, sendo indicado ao Oscar de Melhor Roteiro Adaptado.
Intrigado pela primeira parte do livro incompleto de seu colega Karl Alexander, Time After Time, Meyer comprou os direitos do livro e o adaptou para o cinema com o filme de 1977 de mesmo nome, concordando em vender o roteiro apenas se ele fosse escolhido como o diretor. A Warner Bros. concordou, e o filme se tornou a estreia de Meyer na direção. Meyer permitiu que Alexander pegasse uma cópia do roteiro emprestada e o romance foi lançado quase ao mesmo tempo que o filme. Time After Time (1979) era estrelado por Malcolm McDowell, Mary Steenburgen e David Warner, sendo um sucesso de crítica e bilheteria.
A pedido da então executiva da Paramount Pictures Karen Moore, Meyer foi contratado, em 1982, para dirigir Star Trek II: The Wrath of Khan.
Meyer mais tarde dirigiu em 1983 o filme para televisão The Day After, estrelado por Jason Robards, JoBeth Williams e Steve Guttenberg, que mostrava as ramificações de um ataque nuclear aos Estados Unidos. Meyer havia originalmente decidido não trabalhar na televisão, porém mudou de ideias depois de ler o roteiro de Edward Hume. Por seu trabalho em The Day After, ele foi indicado ao Primetime Emmy Award de Melhor Diretor em Minissérie ou Filme para Televisão. Depois, ele também dirigiu "The Pied Piper of Hamelin", um episódio de 1985 da série Faerie Tale Theatre.
Meyer voltou a dirigir filmes de cinema em 1985 com a comédia Volunteers, estrelando Tom Hanks e John Candy. Depois de Volunteers, Meyer voltou a trabalhar em Star Trek, co-escrevendo o roteiro de Star Trek IV: The Voyage Home (1986) com o produtor Harve Bennett. O próximo trabalho de direção de Meyer foi The Deceivers, estrelando Pierce Brosnan. Meyer mais tarde escreveu, em 1991, a comédia de espionagem Company Business, estrelada por Gene Hackman e Mikhail Baryshnikov como dois agentes secretos. Também em 1991, ele voltou mais uma vez para Star Trek, co-escrevendo e dirigindo Star Trek VI: The Undiscovered Country, a despedida do elenco da série original.

## Vida pessoal
Meyer têm três filhas; Rachel, Madeline e Roxanne; com sua ex-esposa Stephanie. Ele atualmente vive em Los Angeles.

## Filmografia

### Diretor
- Time After Time (1979)
- Star Trek II: The Wrath of Khan (1982)
- The Day After (1983, TV)
- Faerie Tale Theatre, episódio "The Pied Piper of Hamelin" (1985, TV)
- Volunteers (1985)
- The Deceivers (1988)
- Company Business (1991)
- Star Trek VI: The Undiscovered Country (1991)
- Vendetta (1999)

### Roteirista
- Invasion of the Bee Girls (1973)
- Judge Dee and the Monastery Murders (1974)
- The Night That Panicked America (1975)
- The Seven-Per-Cent Solution (1976)
- Time After Time (1979) - (Brasil: ''Um século em 43 minutos'')
- Star Trek II: The Wrath of Khan (1982, não creditado)
- Star Trek IV: The Voyage Home (1986)
- Company Business (1991)
- Star Trek VI: The Undiscovered Country (1991)
- Sommersby (1993)
- The Informant (1997, TV)
- The Prince of Egypt (1998, material adicional)
- The Human Stain (2003)
- Elegy (2008)